# Vera Lúcia Saba
Vera Lúcia Saba foi eleita Miss Brasil Mundo em 1962. É a segunda representante desse estado a ostentar esse título (a primeira foi Alda Coutinho, no ano anterior). O concurso foi realizado na cidade do Rio de Janeiro.